# Bellulia nepalensis
Bellulia nepalensis là một loài bướm đêm thuộc họ Erebidae. Nó được tìm thấy ở Nepal.
Sải cánh dài khoảng 13 mm. Cánh trước màu nâu. Cánh dưới màu nâu hơi xám.